# Изумрудената скрижала
Изумрудената скрижала (на латински: Tabula Smaragdina) е древен херметичен и алхимичен текст, приписван на Хермес Трисмегист. Той повлиява арабската и европейската средновековна и ренесансова алхимия и философия, както и различни езотерични движения. От него е известната фраза: Каквото горе, това и долу или Както горе, така и долу.
Най-старият известен източник на Изумрудената скрижала е арабският енциклопедичен труд Sirr al-khalīqa wa-ṣanʿat al-ṭabīʿa (Тайната на сътворението и изкуството на природата) от късния VIII или ранния IX век. 
За пръв път на латински език е преведена през XII век от Хуго от Сантала.  
Съществуват различни преводи и версии на Изумрудената скрижала на арабски, латински и други езици. Тя е коментирана или споменава от Алберт Велики, Роджър Бейкън, Йоханес Тритемий, Михаел Майер, Исак Нютон, Елифас Леви, Елена Блаватска и др.
Елена Блаватска пише: „Традицията твърди, че върху мъртвото тяло на Хермес, при Хеброн, е намерена скрижала от Изарим, един посветен, позната като Изумрудената скрижала. Тя съдържа, в няколко изречения, същността на херметическата мъдрост.“

## Латинска версия
Verum, sine mendacio, certum et verissimum.

Quod est inferius est sicut quod est superius; et quod est superius est sicut quod est inferius, ad perpetranda miracula rei unius. 

Et sicut omnes res fuerunt ab uno, mediatione unius, sic omnes res natae fuerunt ab hac una re, adaptatione. 

Pater ejus est Sol, mater ejus Luna; portavit illud Ventus in ventre suo; nutrix ejus Terra est. 

Pater omnis telesmi totius mundi est hic. 

Vis ejus integra est si versa fuerit in terram. 

Separabis terram ab igne, subtile a spisso, suaviter, cum magno ingenio. 

Ascendit a terra in coelum, iterumque descendit in terram, et recipit vim superiorum et inferiorum. 

Sic habebis gloriam totius mundi. 

Ideo fugiet a te omnis obscuritas. 

Hic est totius fortitudine fortitudo fortis; quia vincet omnem rem subtilem, omnemque solidam penetrabit. Sic mundus creatus est. 

Hinc erunt adaptationes mirabiles, quarum modus est hic. 

Itaque vocatus sum Hermes Trismegistus, habens tres partes philosophiæ totius mundi. 

Completum est quod dixi de operatione Solis.

Johannes Petreius. De alchemia. Nuremberg, 1541

## Български превод
Истина, без лъжа и най-сигурна.

Това, което е долу, е като това, което е горе, и това, което е горе, е като това, което е долу, за да се извършат чудесата на едно единствено нещо.

И както всички неща са произлезли от Едното чрез посредничеството на Едното, така всички неща се пораждат от това едно нещо, приспособявайки се.

Баща му е Слънцето, майка му е Луната; вятърът го е носил в утробата си, земята го e откърмила.

Бащата на целия съвършен свят е той.

Неговата сила е цялостна, ако я превърне в земя.

Отдели земята от огъня, финото от грубото, нежно и с голяма изкусност.

Издига се от земята към небето и отново слиза към земята, и приема силата на висшето и нисшето.

Така ще имаш славата на целия свят.

Всичко тъмно ще отлети от теб.

Това е силата на силите; защото превъзхожда всяко фино нещо и прониква всяко твърдо нещо. Така е създаден светът.

От тук произлизат всички чудеса, които съществуват.

Затова съм наречен Хермес Трисмегист, защото имам трите части на философията на целия свят.

Завърших това, което исках да кажа за делото на Слънцето.

Превод: д-р Деян Пенчев